# Kaban-tavak
A Kaban-tavak egy tórendszer Oroszországban, Tatárföldön, Kazany városán belül. Ez Tatárföld legnagyobb tava a maga 1,86 km²-ével. Három tóból áll: Alsó-Kaban, Középső-Kaban és Felső-Kaban, amik csatornákon keresztül kapcsolódnak egymáshoz. A tavakat összeköti a Bulak-csatorna a Kazanka-folyóval, a város szennyvízcsatornája pedig a Volgával.
Középkori, 12-13. századi volgai bolgár sírokat találtak a partján. A tavak mellett van az Ezredik Évfordulós Iszlám Mecset is.
A tavak történelmi háttérrel rendelkeznek, ezért számos legenda is kapcsolódik hozzájuk.
Kazany kulturális életében jelentős szerepet játszik. Régebben rendszeres hajójáratok is működtek, ma már csak hobbihajózásra használják.

## Képgaléria

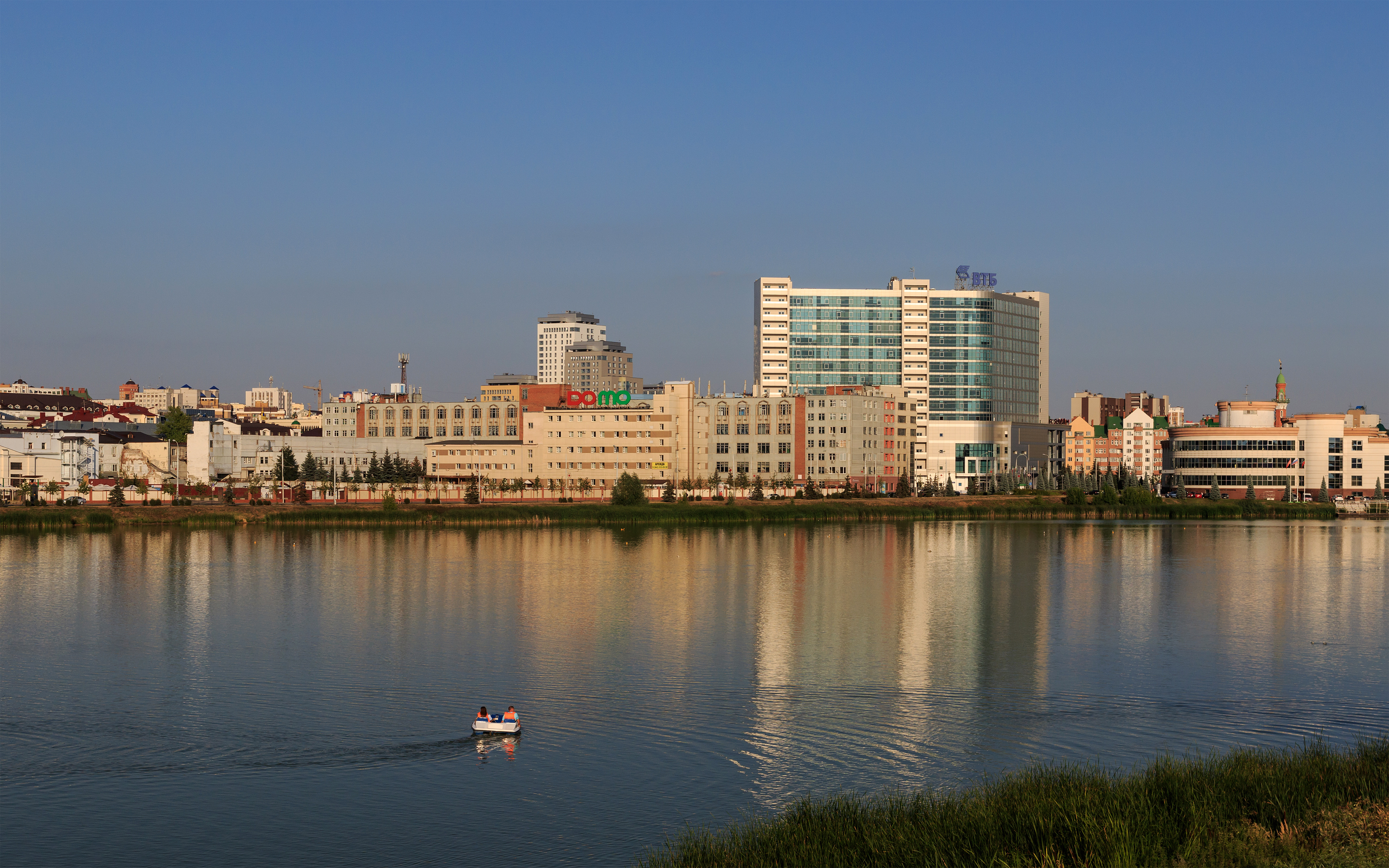
Városi táj a tónál
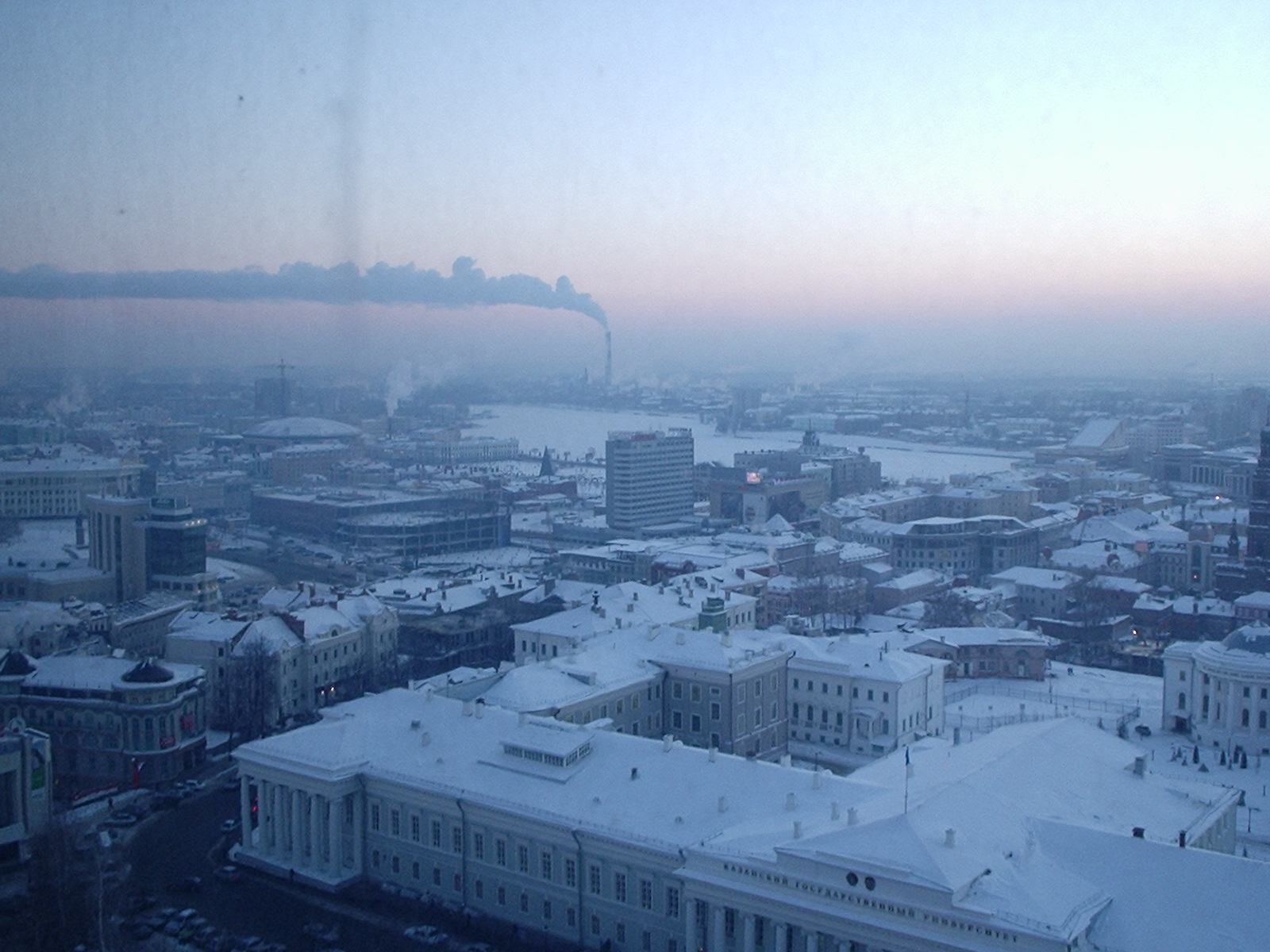
Kilátás a befagyott tóra
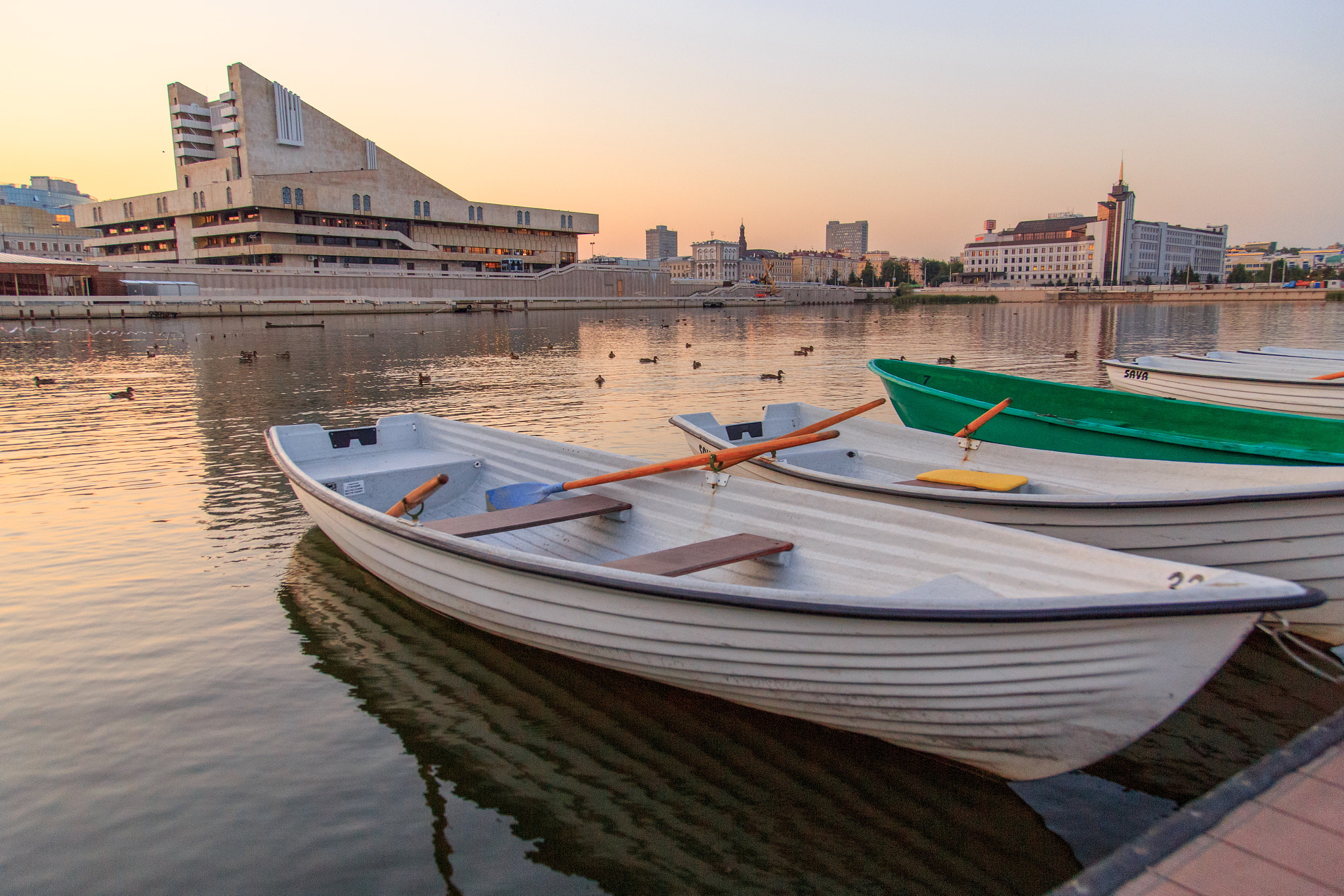
Csónakok az Alsó-Kaban-tónál. A háttérben a Kamala Színház és a Tatenergo iroda